# Mir Ali Kalender
Mir Ali Kalender o Kalander (+1402) fou un amir jalayírida, governador de Mendeli o Mandali a l'Iraq Arabí, a l'est de Bagdad i prop del Tigris.
Timur va enviar al príncep Rustem amb dos mil homes a Siraz (1399), amb ordre per Pir Muhammad ibn Umar Shaykh de marxar cap a Bagdad. Rustem va arribar a Shiraz i fou ben rebut pel seu germà Pir Muhammad. Rustem va deixar com a governadors de Shiraz, seguint les ordres de Timur, als amirs Said Barles i Alibek Aisa. Pir Muhammad ibn Omar Shaikh havia de marxar també però va anar retardant la sortida. Finalment Rustem i els amirs Sevinjik Bahadur i el seu nebot Hassan Jandar, amb els seus homes, van marxar cap a Bagdad, passant per Behbehan i Shushtar. Va fer diverses devastacions a les regions de Ramhormuz i Dezful a la frontera de Luristan i Khuzestan; després va seguir cap Bàssora on va capturar nombrosos esclaus; tot seguit va arribar a Mendeli (setembre de 1399) on el governador Mir Ali Kalender va oferir resistència però fou derrotat; onze dels seus homes foren executats i la ciutat fou saquejada. Rustem va abandonar Mendeli i es va dirigir a Shiraz per prendre possessió del govern de Fars que se li acabava de confiar. Mentre Mir Ali Kalender va arribar a Bagdad on va informar al sultà que va posar Bagdad en estat de defensa.
L'amir Fàraj es mantenia a Bagdad (1401) i Tamerlà va decidir anar-hi personalment; va enviar per endavant a Sultan Mahmud Khan, el príncep Rustem i l'amir Sulayman Xah. Per fer-li front, pel costat jalayírida es van mobilitzar Mir Ali Kalander de Mendeli, Jian Ahmed de Baqu, Faruk Shah de Hilla i Mikhail de Sib; els dos primers van creuar el Tigris a Medina i els quatre contingents es van reunir a Serser, però atacats pels timúrides es van haver de retirar cap al Tigris i Jian Ahmed va morir en la lluita; molts soldats foren morts o es van ofegar. Fàraj, el governador de Bagdad, va escriure aleshores a Timur declarant que si hi anava tenia ordres d'entregar-li la ciutat però que si no era a Timur en persona l'havia de defensar de qualsevol altre.
El 1402, Ahmad ibn Uways, pensant que Tamerlà ja no tornaria, va retornar a Bagdad. Timur en va tenir notícies i va enviar quatre destacaments per camins diferents per aniquilar aquest rebrot abans que agafés força. Pir Muhammad ibn Umar Shaikh fou enviat a Luristan, Khuzistan i Wasit; Abu Bakr Mirza a Bagdad; Sultan Husayn i Khalil Sultan a diversos llocs de Caldea (a grans trets l'Iraq al sud de Bagdad) i l'amir Ali Burunduk fou enviat amb moltes tropes a assolar l'Alta Mesopotàmia (Iraq al nord de Bagdad) i castigar sobretot als kurds que no paraven de fer atacs aïllats. Abu Bakr i Jahan Xah es van presentar a Bagdad i van bloquejar tots els accessos. Ahmad ibn Uways fou sorprès completament; va fugir en camisa, amb el seu fill Tahir ibn Ahmad i alguns soldats, va pujar a un vaixell i es va dirigir a Hilla. Al dia següent Jahan Shah el va empaitar però ja Ahmad havia marxat a la zona del baix Eufrates i no els va voler seguir tant lluny.
Ahmad es va retirar altre cop cap al govern del seu fill Tahir ibn Ahmad a Hilla, on el general Agha Firuz era en qui realitat tenia el control d'aquest govern de Tahir. Firuz i fins i tot Tahir desconfiaven d'Ahmad. Tahir, que va romandre a Hilla quan Ahmad va seguir cap al sud, va tenir un consell amb els diversos amirs, com Muhammad Beg governador d'Ormi, Mir Ali Kalender, Mikhail, i Farrakh Shah, i van decidir desconèixer al sultà. A la nit van passar el riu pel pont i van acampar a l'altre costat. Quan Ahmad va arribar i es va fer càrrec de la situació, va fer destruir el pont i va avançar paral·lel al riu.
Sultan Husayn i Khalil Sultan van passar per Chepchemal i van saquejar Mendeli d'on ja havia fugit el governador Ali Kalender que havia passat el Tigris amb algunes forces i a l'altre costat es va fer fort. Khalil Sultan va enviar alguns valents que van passar el riu i van atacar a Mir Ali Kalender pel darrere; quan el príncep va iniciar l'atac pal davant creuant el riu nadant, els que havien creuat abans van iniciar l'atac pel darrere; els soldats capturats foren fets presoners de guerra excepte Ali Kalender que fou cremat viu.